# Hirokazu Tanaka
Hirokazu "Hip" Tanaka (田中 宏和, Tanaka Hirokazu, Quioto, 13 de dezembro de 1957) é um compositor e músico japonês mais conhecido por seu trabalho com música de jogos eletrônicos para vários jogos produzidos pela Nintendo. Ele também foi Presidente da Creatures, Inc até 2023.

## Trilhas sonoras de jogos eletrônicos
- Space Firebird (1980) (somente efeitos sonoros)
- Korobeiniki
- Donkey Kong (1981)
- Pac-Man Fever (1982) (álbum; somente efeitos sonoros)
- Urban Champion (1984)
- Balloon Fight (1984)
- Wild Gunman (1984)
- Duck Hunt (1985)
- Gyromite (1985)
- Stack Up (1985)
- Wrecking Crew (1985)
- Kid Icarus (Hikari Shinwa: Palthena no Kagami) (1986)
- Metroid (1986)
- Famicom Wars (1988)
- Super Mario Land (1989)
- Mother (com Akio Ohmori, Ritsuo Kamimura, e Keiichi Suzuki) (1989)
- Balloon Kid (Balloon Fight GB no Japão) (1990)
- Dr. Mario (1990)
- Fire Emblem: Shadow Dragon and the Blade of Light (1990)
- EarthBound (Mother 2, 1994, com Keiichi Suzuki)
- Pokémon Channel (2003)
- Pokémon Colosseum (2004)
- Super Smash Bros. Brawl (2008) (com muitos outros compositores)

### Canções compostas para a série Bemani
- "King of Groove" - apareceu primeiramente em beatmaniaIIDX 11 IIDX RED.

### Outras
- Fire Emblem Gaiden (1992 - Supervisor)
- Fire Emblem: Mystery of the Emblem (1994 - Agradecimento especial)
- Fire Emblem Character theme (1990 - Produção do CD)